# Echte Rochen
Die Echten Rochen (Rajidae) sind mit 18 Gattungen und über 160 Arten die größte Familie der Rochen.

## Verbreitung
Echte Rochen leben in allen Weltmeeren von der Arktis bis zur Antarktis. Die meisten Arten leben in den gemäßigten Meeren auf Schlamm-, Sand- oder Kiesgrund. In den Tropen sind sie selten. In Polynesien, Hawaii, Mikronesien, der Karibikküste Südamerikas und in Korallenriffen fehlen sie.

## Merkmale
Die Echten Rochen haben einen rhombischen (rautenförmigen), stark abgeflachten Körper. Der schlanke, stachellose Schwanz ist deutlich abgesetzt. Zu beiden Seiten des Schwanzes haben sie schwache elektrische Organe. Der Schwanz ist schlank, hat zwei Seitenfalten und trägt zwei reduzierte Rücken- und eine kleine Schwanzflosse. Es gibt Arten mit spitzem und mit stumpfem Rostrum. Die Haut ist rau mit kleinen Dornen und Höckern besetzt. Die Weibchen sind meist deutlich größer als die Männchen. Flachwasserarten sind auf der Unterseite hell, fast weiß. Arten aus der Tiefsee sind auf beiden Seiten dunkel. Fünf Kiemenpaare befinden sich auf der Unterseite. Das Maul ist gerade bis gebogen und mit zahlreichen Zähnen besetzt. Echte Rochen fressen bodenbewohnende Organismen. Die Fortbewegung erfolgt durch wellenförmige Bewegungen (Undulation) ihrer stark vergrößerten Brustflossen.
Der bekannteste Rajide ist der Nagelrochen (Raja clavata), der an den europäischen Küsten vom Schwarzen Meer bis zur Barentssee lebt. Ebenfalls verbreitet ist der Fleckenrochen (Raja montagui). Der Glattrochen (Dipturus batis) steht mittlerweile als Vom Aussterben bedroht auf der Roten Liste der IUCN.
Der Mittelmeer-Sternrochen  (Raja asterias) ist ein im Mittelmeer endemisch vorkommender Rochen aus der Familie der Rajidae (Echte Rochen).

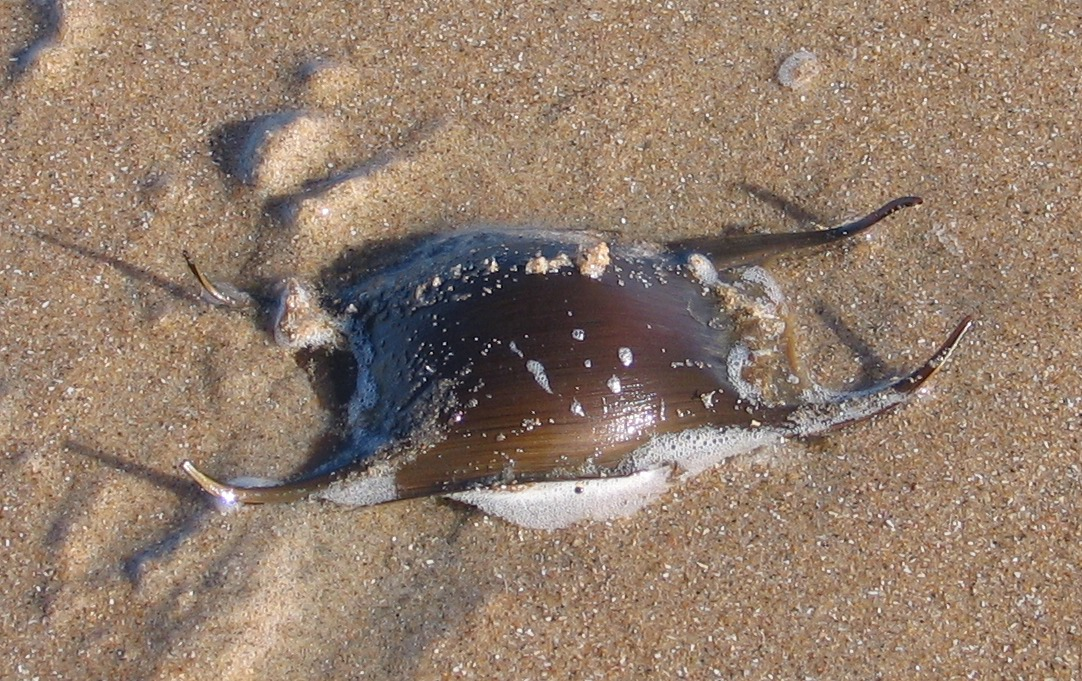
Eikapsel am Strand

## Fortpflanzung
Im Gegensatz zu allen anderen Rochen, die ovovivipar (Ei-Lebend-gebärend) sind, legen die Echten Rochen Eier, die im Volksmund „Nixentasche“ oder „Nixentäschchen“ genannt werden. Die hornige Eikapsel ist rechteckig, mit einem Faden an jeder Ecke. In der Kapsel sind Schlitze, durch die das Meerwasser einströmen und den Embryo mit Sauerstoff versorgen kann. Man kann an der Form der Eier die Art erkennen. Die Jungrochen schlüpfen nach 4 bis 14 Monaten.

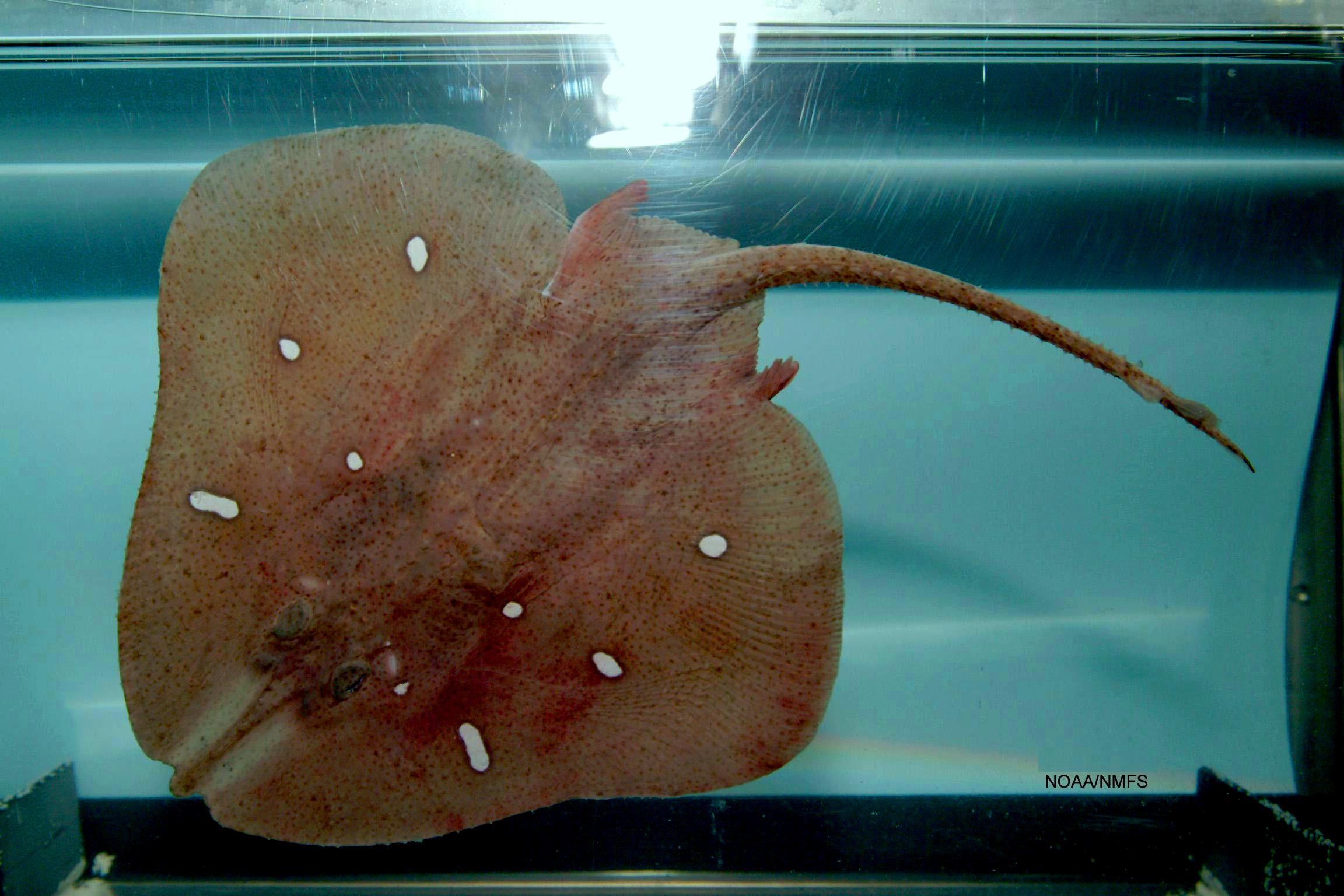
Dactylobatus clarkii

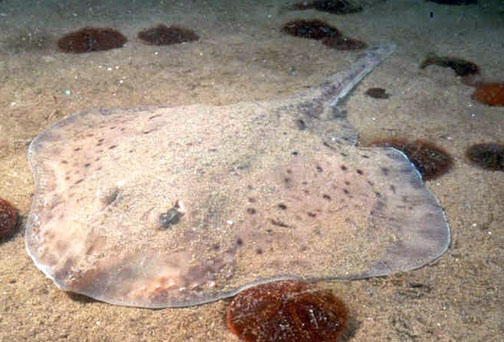
Leucoraja erinacea

## Innere Systematik
- Tribus Amblyrajini
  - Gattung Amblyraja Malm, 1877
  - Gattung Breviraja Bigelow & Schroeder, 1948
  - Gattung Dactylobatus Bean & Weed, 1909
  - Gattung Leucoraja Malm, 1877
  - Gattung Rajella Stehmann, 1970
- Tribus Rajini
  - Gattung Beringraja Ishihara, Treloar, Bor, Senou & Jeong, 2012[1]
  - Gattung Caliraja Ebert, 2022[2]
  - Gattung Dentiraja Whitley, 1940[3]
  - Gattung Dipturus Rafinesque, 1810Dipturus laevis
  - Gattung Hongeo Jeong & Nakabo, 2009
  - Gattung Okamejei Ishiyama, 1958

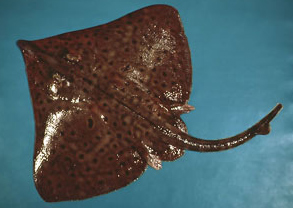
Dipturus laevis

  - Gattung Raja Linnaeus, 1758Blondrochen
(Raja brachyura)
  - Gattung Spiniraja Whitley, 1939
- Tribus Rostrorajini[4]

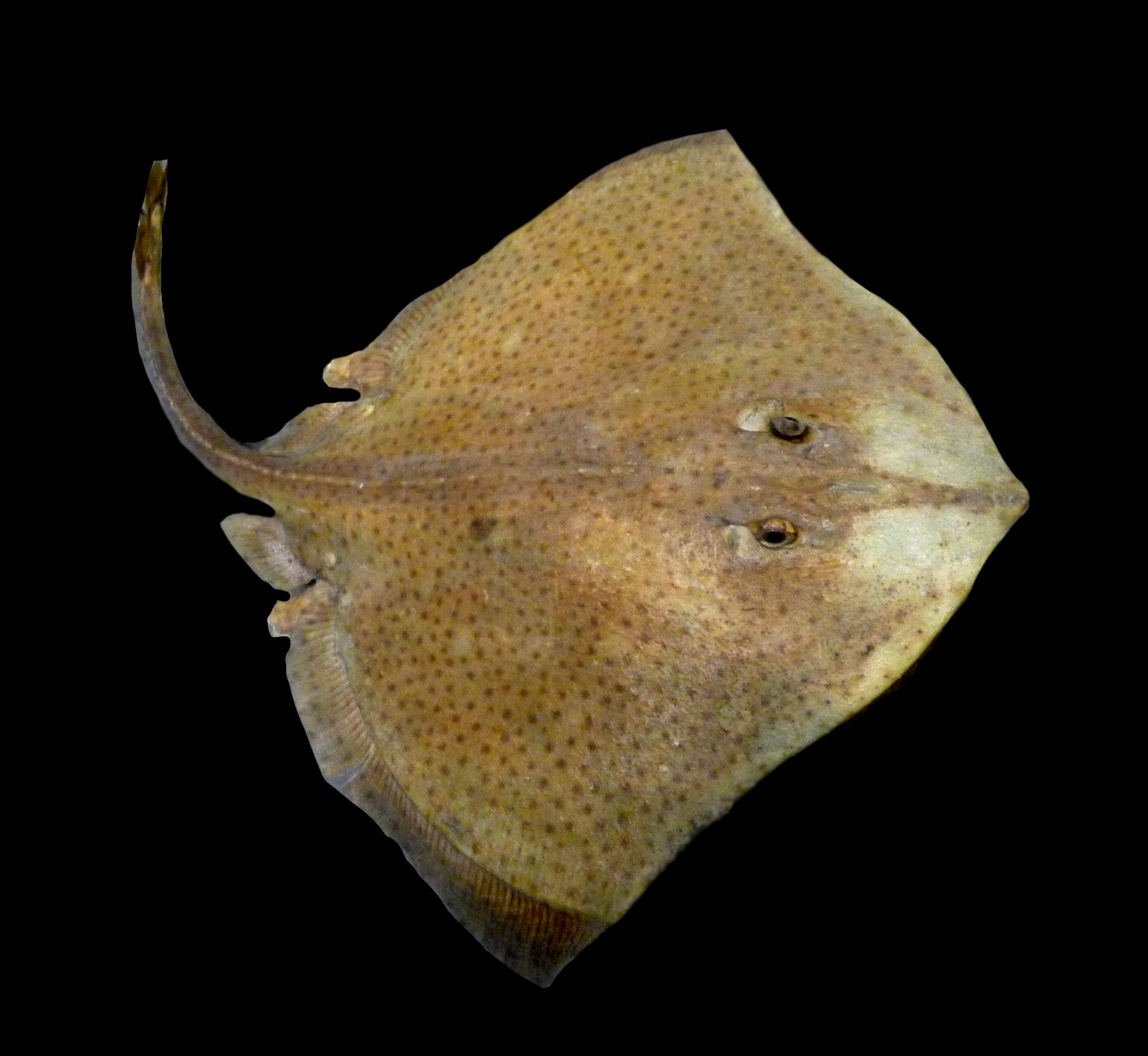
Blondrochen
(Raja brachyura)

  - Gattung Malacoraja Stehmann, 1970
  - Gattung Neoraja McEachran & Campagno, 1982
  - Gattung Orbiraja Last, Weigman & Dumale, 2016
  - Gattung Rostroraja Hulley, 1972
    - Saumrochen (Rostroraja alba (Lacépéde, 1803))
    - Rostroraja eglanteria (Bosc, 1800)

Die ursprünglich als Unterfamilie Arhynchobatinae den Echte Rochen zugeordneten „Weichnasenrochen“ gelten heute meist als eigenständige Familie (→ Arhynchobatidae), die Gattungen Cruriraja, Fenestraja und Gurgesiella wurden der Familie Gurgesiellidae zugeordnet.